# 富本村 (京都府)
富本村（とみもとむら）は、京都府船井郡にあった村。現在の南丹市八木町の南東部にあたる。

## 地理
- 山岳：多国山、筏森山
- 河川：桂川

## 歴史
- 1894年（明治27年）10月10日 - 富庄村・本荘村が合併して発足。
- 1951年（昭和26年）4月1日 - 八木町に編入。同日富本村廃止。

## 経済
農業
『大日本篤農家名鑑』によれば富本村の篤農家は、「廣瀬利民、川勝蔵太郎、西田慶太郎、島津禅明、小早川彦六、岡島英一、人見勇太、人見岩之助、今福駒吉、宅間藤馬、麻田鶴吉」などがいた。

## 出身・ゆかりのある人物
- 麻田弁自（日本画家・版画家）
- 川勝昭平（経済学者） - 青山学院大学名誉教授。
- 川勝瀬平（農民） - 西谷池開削を指導。
- 川勝傳（実業家） - 南海電気鉄道社長、会長。